# Xiaomi 12 Lite
Xiaomi 12 Lite — смартфон середнього рівня від компанії Xiaomi. Є спрощеною версією Xiaomi 12 і позиціонується як стильний камерафон. Офіційно був представлений 9 липня 2022 року, але в деяких країнах ще 1 липня стали доступними передзамовлення на пристрій.

## Дизайн

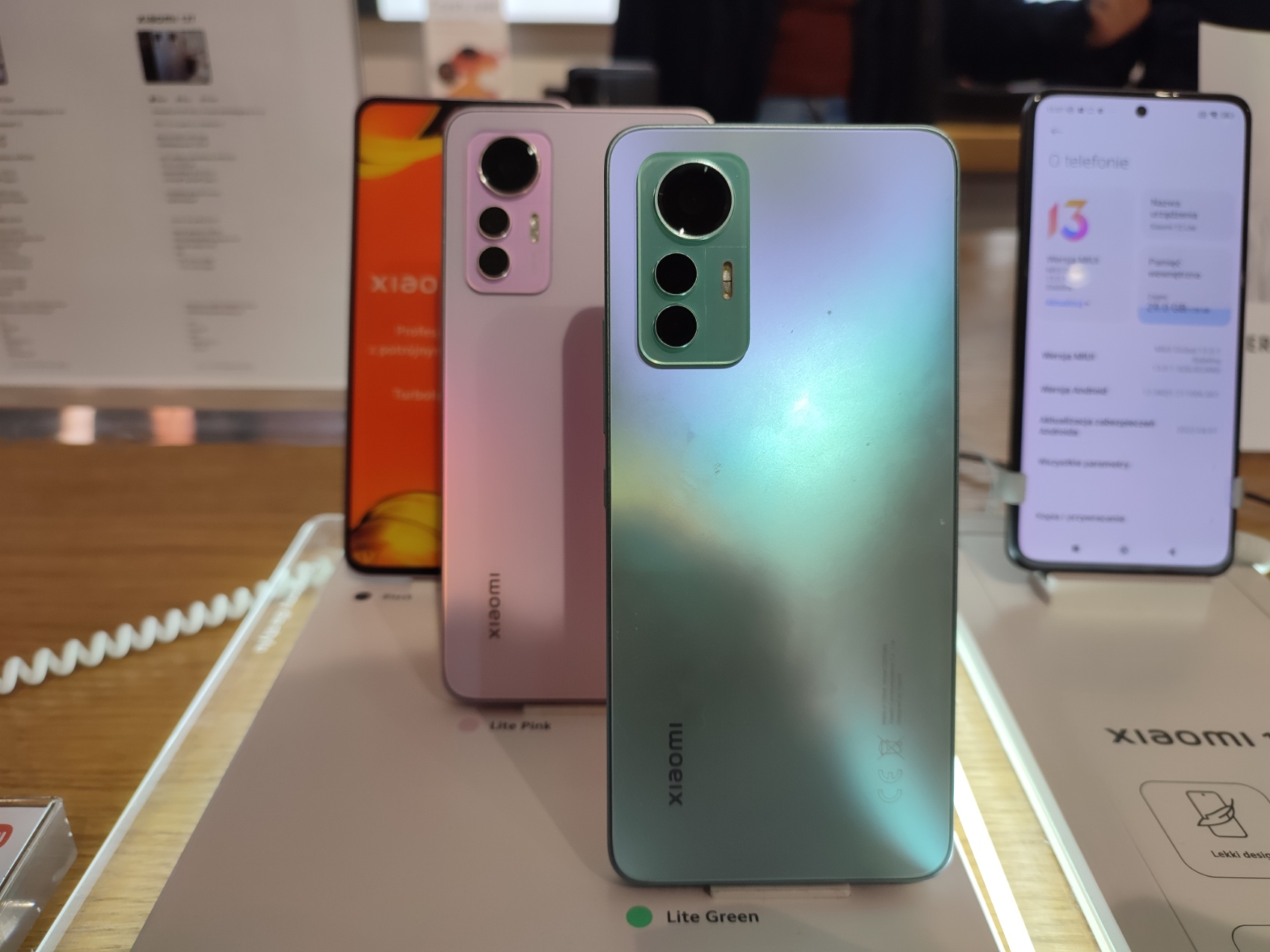
Варіанти кольорів Xiaomi 12 Lite

Екран захищений склом Corning Gorilla Glass 5. Задня панель та бокові грані виконані з матового пластику.
За дизайном смартфон подібний до лінійки Xiaomi 12, але має прозорий блок камери та пласкі передню, задню панелі й грані.
Знизу розміщенні роз'єм USB-C, динамік, мікрофон та слот під 2 SIM-картки. Зверху розташовані другий мікрофон, другий динамік та ІЧ-порт. З правого боку розміщені кнопки регулювання гучності та кнопка блокування смартфона.
Xiaomi 12 Lite продається в 3 кольорах: чорному, Lite рожевому та Lite зеленому.

## Технічні характеристики

### Платформа
Смартфон, як і Xiaomi 11 Lite 5G NE отримав процесор Qualcomm Snapdragon 778G та графічний процесор Adreno 642L.

### Батарея
Батарея отримала об'єм 4300 мА·год та підтримку швидкої зарядки на 67 Вт.

### Камера
Смартфон отримав основну потрійну камеру 108 Мп, f/1.79 (ширококутний) + 8 Мп, f/2.2 (ультраширококутний) + 2 Мп, f/2.4 (макро) з фазовим автофокусом та здатністю запису відео в роздільній здатності 4K@30fps.
Фронтальна камера отримала роздільність 32 Мп, світлосилу f/2.5 (ширококутний), автофокус та можливість запису на відео із роздільною здатністю 1080p@60fps.

### Екран
Екран AMOLED, 6.55", FullHD+ (2400 × 1080) зі щільністю пікселів 402 ppi, співвідношенням сторін 20:9, частотою оновлення дисплею 120 Гц, підтримкою HDR10+ та круглим вирізом під фронтальну камеру, що розміщений зверху посередині. Також під дисплей вбудовано оптичний сканер відбитків пальців.

### Звук
Смартфон отримав стереодинаміки. Динаміки розташовані на верхньому та нижньому торцях. Також присутня підтримка Dolby Atmos.

### Пам'ять
Xiaomi 12 Lite продається в комплектаціях 6/128, 8/128 та 8/256 ГБ.

### Програмне забезпечення
Пристрій був випущений на MIUI 13 на базі Android 12. Був оновлений до HyperOS 1 на базі Android 14.